# Миллер, Джонатан Пэкхэм
Джо́натан Пэ́кхэм Ми́ллер (англ. Jonathan Peckham Miller; 1797—1847) — американский филэллин, участник Греческой революции, аболиционист и борец за права женщин.

## Молодость
Миллер родился в городе Рэндолф в штате Вермонт в 1797 году.
Первые военные навыки получил в Англо-американской войне 1812—1815 годов.
Впоследствии Миллер вступил в американскую армию в 1817 году, после чего поступил в колледж в Бурлингтоне.

## Греческая революция
Греческая революция за освобождения страны от османского ига началась в 1821 году.
Священный союз европейских монархий встретил Освободительную войну греков негативно. Правительство США решило придерживаться нейтралитета:
- Из обращения президента США Джеймса Монро 4 декабря 1822 года касательно Греческой революции:

…долголетнее отсутствие этой страны, пребывавшей под тёмным гнётом, глубоко печалило мужественные духи прошлого.

Было естественным, что новое явление этого народа в своём первоначальном характере, сражающимся за свою свободу, вызвало энтузиазм и симпатию повсюду в США.— 
- Из ответа американского правительства на греческий запрос о помощи от 18 августа 1823 года:

С одной стороны, США желают видеть греков победителями, с другой стороны, США не могут в силу своего международного положения участвовать в войне, в ходе которой они придерживаются нейтралитета. США находятся в мирных отношениях со всем миром.— 
- Нейтралитет США не стал помехой нескольким американским филэллинам принять участие в Освободительной войне Греции 1821—1829 годов. Первым из них был Джордж Джарвис.

## Миллер в Греции
Миллер был одним из немногочисленных (не более десяти) американских филэллинов принявших решение отправиться в Грецию и принять участие в войне на стороне повстанцев. Миллер прибыл в восставшую Грецию в 1824 году.
Миллер проявил себя в боях и получил звание полковника повстанческой армии.
К концу войны, также как его земляки Джордж Джарвис и Самуэл Хауи, Миллер решил что сражающаяся Греция нуждается более не в их непосредственном участии в боях, сколько в оказании материальной помощи и обеспечении снабжением и боеприпасами.
Он вернулся в Америку, но по прежнему остался верен греческому делу, собирая тысячи долларов и предоставляя посильную помощь ещё сражавшейся и разрушенной стране.
Миллер руководил транспортировкой помощи в Грецию, собранной сторонниками греческого дела в Бостоне и Нью-Йорке.
Миллер вернулся в Вермонт в 1827 году и женился на Sarah Arms в июне следующего года.
В период 1827—1828 годов Миллер, Джарвис и Хауи, с помощью филэллинских комитетов Бостона и Нью-Йорка, обеспечили отправку в Грецию 8 кораблей со снабжением, на сумму в 140 тысяч долларов той эпохи.
Современный британский историк William St Clair пишет, что Миллер (окончательно) вернулся в США, в начале 1828 года.
В том же году он издал в Нью-Йорке книгу «Обстановка в Греции в 1827 и 1828 годах» («The condition of Greece in 1827 and 1828»).
В последний год своего пребывания в Греции, Миллер усыновил и вывез в США четырёхлетнего греческого сироту, который, под именем Лукас Милтиадис Миллер, впоследствии стал первым греко-американским конгрессменом (1891—1893).

## Аболиционист
Обосновавшись в Вермонте, Джонатан и его жена вступили в систему «Подпольная железная дорога», укрывали, а затем переправляли далее беглых рабов. Чета Миллеров также оказывала «Железной дороге» помощь финансами.
Интерес Миллера к юриспруденции сделал его адвокатом в 1831 году, когда он также баллотировался в законодательный орган штата Вермонт.
Одновременно он организовал чтения лекций и посвятил себя делу аболиционизма.
Одна из его резолюций 1833 года в законодательном органе требовала от сенаторов содействия в принятии антирабовладельческого закона.
В 1835 году радикальный американский реформатор Samuel Joseph May прибыл в Монтпилиер с тем чтобы выступить с речью; Миллеру пришлось заступиться за Мея от намерений враждебной толпы.
Вермонт стал вероятно самым аболиционистским среди северо-американских штатов.
В 1840 году законодательный орган объявил что беглые рабы имели право на суд присяжных.
Эта мера была отменена Верховным судом, но Вермонт ответил своими контр-инициативами.

В 1840 году Миллер был избран для поездки в Англию и участию в Всемирном съезде в Лондоне по борьбе с рабствомs (World Anti-Slavery Convention).
Конвенция вступила в силу после дебатов в американской организации, которую возглавляли Wendell Phillips, Гаррисон, Уильям Ллойд, и Samuel May, которые без успеха предложили, что женщины должны быть признаны полными членами и им должна быть дозволена руководящая роль в американских антирабовладельческих организациях.
Миллер был активным сторонником включения женщин в качестве членов Американского анти-рабовладельческого общества (American Anti-Slavery Society).
Таким образом, среди делегатов было несколько женщин.
Однако съезд принял решение исключить женщин, в том числе американских делегаток.
Развернулись дебаты последней минуты, чтобы спасти положение.
Ann Phillips заявила своему мужу Венделлю (Wendell) что тот не должен оставаться нерешительным при обсуждении этого вопроса и Миллер изложил свою точку зрения.
Несмотря на то что Вермонт решил отправить только мужчин делегатов, он утверждал что «если наши друзья женщины были бы здесь … тогда бы этот зал не смог бы удержать их».
Он заявил что «женщины были среди первых аболиционистов», поскольку они «установили стандарт свободы», которому следуют их мужья.
Миллер говорил смело, но умеренные не были убеждены и хотя женщины были допущены к участию в съезде, они должны были сидеть отдельно и им не было разрешено говорить.
Миллер занял место предназначенное ему на съезде, в то время как другой американский делегат, Вильям Адам (William Adam) решил сесть с женщинами.
Миллер был включён в картину в память съезда. Картина сегодня выставлена в Национальной портретной галерее в Лондоне.
В следующем году состоялся другой анти-рабовладельческий съезд в Нью-Гэмпшире и Миллер был одним из ораторов, вместе с Гаррисон, Уильям Ллойд и Nathaniel Peabody Rogers, которые также приняли участие на съезде в Лондоне в предыдущем году.
Миллер умер в Монтпилиер (Вермонт), посвятив конец своей жизни делу аболиционизма.